# Marmarsko morje
Marmársko morje (tudi Marmorno morje, Mrámorno morje; (turško Marmara denizi, grško Μαρμαρα̃ Θάλασσα, Προποντίδα) je 280 km dolgo in 80 km široko notranje morje med Balkanskim polotokom in Malo Azijo. Je naravna vez med dvema notranjima morjema, Egejskim in Črnim, in sicer ga od Črnega morja loči Bospor, od Egejskega morja pa Dardanele. Morje meri 11.655 km², od česar odpade 182 km² na otoke. Morje največjo globino 1261 m doseže na sredini. Na vzhodu ga zaključuje Izmirski zaliv, na jugovzhodu pa zaliv Mudanya.
V Marmarskem morju ležita dve otočji, znani kot Prinčevi in Marmarski otoki. Slednji so znani po bogatih virih marmorja, po katerem je morje tudi dobilo ime (grško marmaros pomeni marmor).
Antično grško ime za to morje je Propontis (Προποντίς, -ίδος). Beseda je sestavljenka besed pro- (pred) in pont- (morje), dobesedno Predmorje, saj so ga Grki obravnavali kot predmorje Črnega morja.